# I Was Made for Lovin' You
„I Was Made for Lovin' You“ je píseň americké rockové skupiny Kiss vydaná na albu Dynasty. Píseň napsali Paul Stanley, Desmond Child a Vini Poncia. Stala se obrovským hitem nejen mezi fanoušky skupiny, ale také u posluchačů disca. Koncem sedmdesátých let bylo disco velice populární a Paul Stanley chtěl ukázat, jak jednoduché je složit dobrou disco píseň. Singl se umístil na 11. místě americké hitparády. Píseň se také stala hitem v Austrálii, kde se dostala na 1 místo hitparády v roce 1979. Bodovala také v západní Evropě: v top 20 hitů ve Švédsku, v top 10 hitů v Norsku, a stala se číslo 2 ve Francii, Německu, Švýcarsku a Rakousku. V Nizozemsku to bylo 1 místo. Ve Velké Británii se zastavila u čísla 50. Na B-straně vyšla píseň „Hard Times“.
Gene Simmons tuto píseň dodnes nenávidí, hlavně kvůli doprovodným zpěvem a hranou ve stylu disca.

## Umístění
„Týdenní singl hitparáda“
| Hitparáda(1979) | Umístění |
| --------------- | -------- |
| USA             | 11       |
| Francie         | 2        |
| Švýcarsko       | 2        |
| UK              | 50       |
| Německo         | 2        |
| Švédsko         | 19       |
| Rakousko        | 6        |
| Nový Zéland     | 1        |
| Norsko          | 10       |

„Výroční hitparáda“
| Hitparáda(1979)        | Umístění |
| ---------------------- | -------- |
| Austrálie              | 2        |
| Kanada                 | 8        |
| U.S. Billboard Hot 100 | 74       |
| U.S. Cash Box Top 100  | 74       |

## Sestava
- Paul Stanley – zpěv, rytmická kytara
- Gene Simmons – zpěv, basová kytara
- Ace Frehley – sólová kytara, basová kytara
- Peter Criss – zpěv, bicí, perkuse